# Kalianget (distriktshuvudort i Indonesien)
Kalianget är en distriktshuvudort i Indonesien.   Den ligger i provinsen Jawa Timur, i den västra delen av landet, 800 km öster om huvudstaden Jakarta. Kalianget ligger 14 meter över havet och antalet invånare är 23 897. Den ligger på ön Madura.
Terrängen runt Kalianget är platt. Havet är nära Kalianget åt sydost. Närmaste större samhälle är Sumenep, 9,3 km väster om Kalianget. 